# گل‌حسرت زاگرسی
گل‌حسرت زاگرسی (نام علمی: Colchicum haussknechtii) نام یکی از گونه‌های سردهٔ سورنجان (گل حسرت) است. این گیاه در حدود ۱۰ سانتیمتر ارتفاع دارد. این گل در دامنه‌های خشک و سنگلاخی و هم چنین در اراضی مسطح زاگرس هم مشاهده شده‌است. این گونه دارای گل‌هایی با رنگ تیره‌تر از گل‌حسرت یاسمنی کم‌رنگ بوده و اغلب به صورت چندین گل مجتمع که از یک غده می‌باشند، دیده می‌شود. بهترین طریقه برای تشخیص دو گونهٔ اخیر طول بساک‌های پرچم است که در گل‌حسرت یاسمنی کم‌رنگ تقریباً هم طول با میله‌های پرچم و در گل حسرت زاگرسی به اندازهٔ نصف طول آنهاست.